# Hrabstwo Somerset (Maryland)

Piramida wieku hrabstwa

Hrabstwo Somerset (ang. Somerset County) to hrabstwo w stanie Maryland w Stanach Zjednoczonych. Hrabstwo zajmuje powierzchnię całkowitą 1 581,91 km². Według szacunków US Census Bureau w roku 2006 hrabstwo Somerset liczyło 25 774 mieszkańców. Siedzibą hrabstwa jest miejscowość Princess Anne.

## Historia
Hrabstwo Somerset powstało w 1666 roku. Jego nazwa pochodzi od Mary Somerset, córki Thomasa Arundella z Wardour i żony arystokraty Johna Somerseta. Mary Somerset była również siostrą Anne Arundell, żony Cecila Calverta, drugiego barona Baltimore. Hrabstwo Somerset uległo zmniejszeniu w roku 1742, gdy z jego części utworzono hrabstwo Worcester. W roku 1867 hrabstwo Somerset ponownie uległo zmniejszeniu, gdy z jego części i z części hrabstwa Worcester utworzone zostało hrabstwo Wicomico.

## Geografia
Całkowita powierzchnia hrabstwa wynosi 1 581,91 km², z czego 847,47 km² stanowi powierzchnia lądowa, a 734,42 km² (46,4%) powierzchnia wodna. Najwyższy punkt w hrabstwie ma wysokość 14 m n.p.m., zaś najniższy punkt położony jest na poziomie morza w zatoce Chesapeake.

### Miasta
- Crisfield
- Princess Anne

### CDP
- Chance
- Dames Quarter
- Deal Island
- Eden
- Fairmount
- Frenchtown-Rumbly
- Mount Vernon
- Smith Island
- West Pocomoke